# Niña de Antequera
María Barruz Martínez (Málaga, 1 de marzo de 1921 - Sevilla, 28 de agosto de 1972) fue una cantaora española de flamenco, conocida con el nombre artístico de Niña de Antequera o La Niña de Antequera.

## Biografía
Nació en el número 4 de la calle Ermitaño, en Málaga, próxima a la plaza de la Merced.
Su primer apellido también aparece escrito en ocasiones como Barrús.
Hija de madre soltera, Gloria Barruz Martínez, de Cambil. Nieta de Bernardo Barruz Tello, de Cambil, y de María Martínez Guerrero, de Huelma. De su padre, se sabe solo su nombre, Rafael.
Vivió en Málaga, Antequera, Jaén y Sevilla, por este orden.
Se popularizó como artista en la década de 1940, participando en diversos espectáculos con El Niño de la Huerta, Niña de la Puebla, Pepe Pinto, Pepe Marchena, Enrique Montoya, Porrina de Badajoz, Rafael Farina, Antonio Molina, Juanito Valderrama.
En su discografía para el sello Columbia, cantó por fandangos, milongas, tanguillos, granaínas, villancicos, sevillanas y zambras; también se hizo popular cantando cuplés aflamencados, y llegó a ser nombrada la "Voz de Oro de Andalucía". Falleció en Sevilla, al ser arrollada su coche por un camión cargado de ladrillos, cuando iba a salir hacia Palma del Río a una actuación.
La ciudad de Málaga, la honra denominando una calle con su nombre, ubicada en el polígono Industrial Ronda Exterior.
También tiene otra calle con su nombre en Antequera, desde 1983.
Se casó con Antonio Plantón Casado, con quien tuvo un hijo: Antonio Plantón Barruz, que se casó con Francisca Durán Gutiérrez el 4 de abril de 1965 en la Basílica de la Macarena de Sevilla. Tuvieron cuatro hijos, los cuatro nietos de María: Antonio Manuel, Gloria Macarena, Rosa María y María Esther Plantón Durán.
Residía en el número 145 de la calle Feria, en Sevilla.
Se encuentra enterrada en el Cementerio de San Fernando (Sevilla), en la parte final, junto al jardín.

## Canciones más populares
| - "¡Ay, mi perro!" - "Llegó el florero" - "Sevillanas del Mira-Mira" - "Villancicos de Calañas" - "Campanitas del Rocío" - "Con los bracitos en cruz" - "Cuando salí de Colombia" - "¡Ay, señorona!" - "Mi cieguita" - "Mi desventura" - "Le llamaban Soleá" - "Castillitos en el aire" - "A la Divina Clemencia" - "Libre corazón" - "Mambo del barquero" - "¿Quién tiene la culpa?" - "Libre corazón" - "Coplas de la ribera" - "Copla y perfume" - "Coplas del cariño" - "Que hable la gente/Mi promesa cumpliré" - "Al embate de los vientos/Sin sangre yo me quedé" - "Porque te sigo queriendo" - "Virgencita mía de Valme" - "Lloro si no estás conmigo" - "Limosna me pidió" - "Doble luto" - "Bellos tesoros" - "Lágrimas sangrantes" - "Yo vi salir un minero" | - "Coplas de amores" - "María Rosa de León" - "En Almonte hay una casa" - "Un cojo tabernero" - "Las torres de Sevilla" - "Volantes y lunares" - "Una linda colombiana" - "¡Olé mi jaca castaña!" - "¡Viva Sevilla y su feria!" - "Sangre de mis venas" - "Azumares de luto" - "Por Rafael Hidalgo" - "De San Fernando a Chiclana" - "Te di las rosas mejores" - "¡Cállate la boca!" - "Yo no quiero defensor" - "Coplas de la Antequera" - "A la una, a las dos y a las tres" - "Mis ojos" - "Ese es mi torero" - "Las cosas que yo he sido" - "Tu intención" - "La explosión de grisú" - "Campos de Hornachuelos" - "Me pagan tan mal/Brisas de Almonaster" - "Ahí va la Chata" - "Corrales en la sierra" - "Parece que está dormida" - "¡Qué bonito está el puente!" | - "Cosas de chavales" - "Empezaremos por Cai" - "Brisas de Montemayor" - "Dehesa del Potro" - "Desde Antequera a Sevilla" - "De Colombia a España" - "Al acordarme de España" - "Glosa a la Giralda" - "De luto vistió Sevilla" - "Dicen que a río revuelto" - "Como te quiere tu mare" - "Feria en el mar" - "Nostalgia de Antequera" - "Más dulce que la miel" - "Pero tiene tantas espinas" - "Aires de Sierra Vicaria" - "Saber perder es ganar" - "Mujercita sevillana" - "Sin importarme la muerte" - "A las Minas del Terrible" - "Fandangos pavoneros" - "Qué tienes, guitarra mía?" - "Un valiente bandolero" - "Por arrobas" - "Ojos andaluces" - "Como un lirio" - "No me vengas ni me vayas" - "Linares ya no es Linares/Arcángel San Rafael" - "De la alegre Andalucía" - "La novia del sol" | - "Balcón del Mar" - "María Isabel" - "Ventana entreabierta" - "¡Viva el Rocío!" - "Centinela en la bahía" - "Córdoba de noche" - "Levántate, Juan Valdés" - "Piropos a Málaga" - "Me vinieron a decir" - "Romería Macarena" - "La culpa le echamos/Pierdo los cinco sentíos" - "Sal cristalina" - "También La Carolina" - "Doña Omar" - "María de la Merced" - "De Palos salió la Pinta/Ponte el traje de gitana/En la marisma ha nacío - "De Córdoba la llana" - "Por tierras y mares" - "Sentencia" - "Entre los montes de sal" - "Morenita incomparable" - "Cinco caballos moros" - "Solita en el mundo" - "Cariño bandolero" - "Recuerdo a Joselito" - "La mar tranquila y en calma" - "La molinerita" | - "Oración granadina" - "Tres glorias" - "Yo me hice el juramento" - "Mi amargura/Noche y día" - "Tiene a sus plantas" - "Un pajarillo cantaba/Yo nunca llegué a tener" - "La Virgen de la Cabeza" - "Recordando a Juan Belmonte" - "Yo he críao" - "Ni el sol con sus resplandores" - "Al son de la rumba" - "Le levantaste la mano" - "De luto están las cerezas" - "Eres tú mi cielo" - "Se asoma mirando al mar" - "Luce su cara morena" - "A la angustia" - "¡Qué bonita es Sanlúcar!" - "Pobrecita madre mía" - "¡Viva la gracia!" - "Del oro que da el Genil" - "Mi nietecito" - "Son de corales" - "De corazón le canté" - "Con mis corderos" - "Paseaba por La Habana" - "Aquí está mi corazón" - "Te llevo en el pecho mío" - "Porque puede suceder" |